# 食神 (映画)
『食神』（しょくしん 原題:食神、英題：The God of Cookery）は、1996年公開のチャウ・シンチー（周星馳）監督作品。

## 概説
チャウ・シンチーが主演・監督を務めた『料理』を題材にしたコメディー映画である。カレン・モクがヒロインをつとめるが、非常なる不細工メイクを施して話題になった。

## あらすじ
食神と持て囃されていた主人公は出資者とマネージャーの裏切りに遭い、料理人生命は終わる筈だった。しかし、屋台で商売する若者達と出会い、再起を掛けた料理を生み出す。彼は食神に返り咲けるのか？そして、最後に待ち受ける大どんでん返しとは？

## キャスト
| 役名                               | 俳優               | 日本語吹替 |
| ---------------------------------- | ------------------ | ---------- |
| 周（食神，漢字表記：史提芬・周）   | チャウ・シンチー   | 堀内賢雄   |
| フォウガイ（漢字表記：火雞）       | カレン・モク       | 高乃麗     |
| トン（漢字表記：唐牛）             | ヴィンセント・コク | 桜井敏治   |
| エリック（大快楽財団のボス）       | ン・マンタ         | 小島敏彦   |
| ゴウタウ（漢字表記：鵝頭）         | レイ・シウゲイ     | 宝亀克寿   |
| ミス・ナンシー（漢字表記：薛家燕） | ナンシー・シット   | 寺内よりえ |
| 夢精大師（原題：夢遺大師）         | タッツ・ラウ       | 品川徹     |
| 食神コンテストの司会者             | ロー・カーイン     |            |
| 香港料理鉄人の司会者               | スティーヴン・アウ |            |
| レポーター                         | リズ・コン         |            |
| 易者                               | キングダム・ユン   |            |
| ヒゲ面の女子高生                   | リー・キンヤン     |            |
| 女子高生                           | クリスティ・チョン |            |
|                                    | クラレンス・ホイ   |            |

## スタッフ
- 製作・監督・脚本：チャウ・シンチー
- 脚本：ケー・シー・ツァン、ロー・マンサン
- 音楽：クラレンス・ホイ